# Myrmica specioides

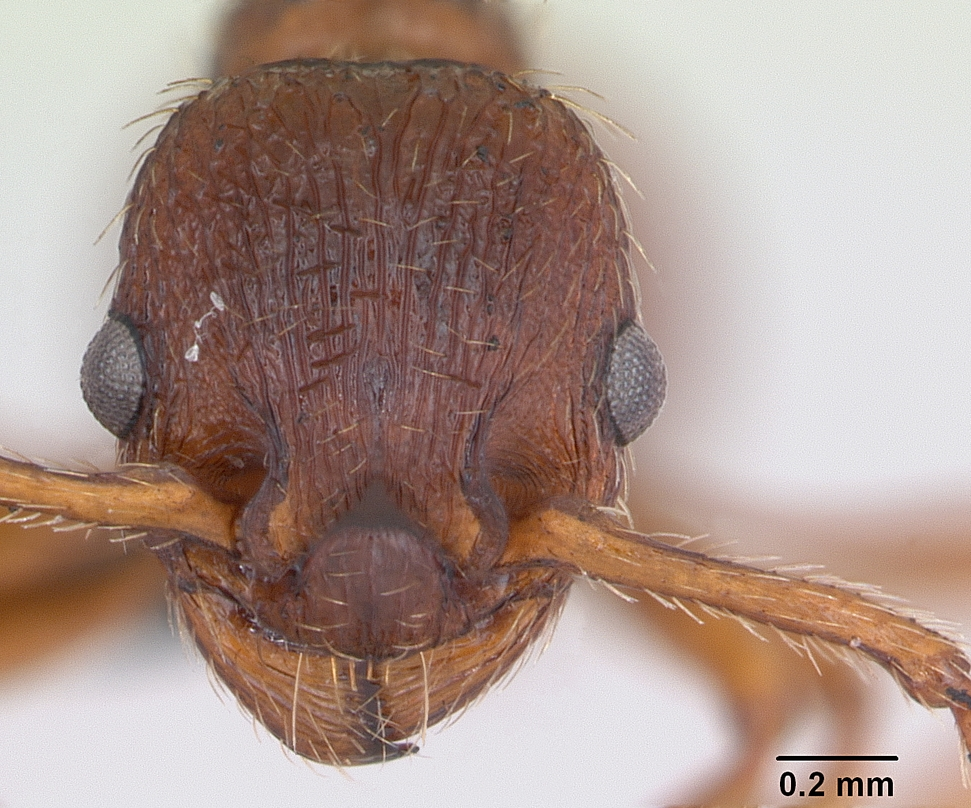

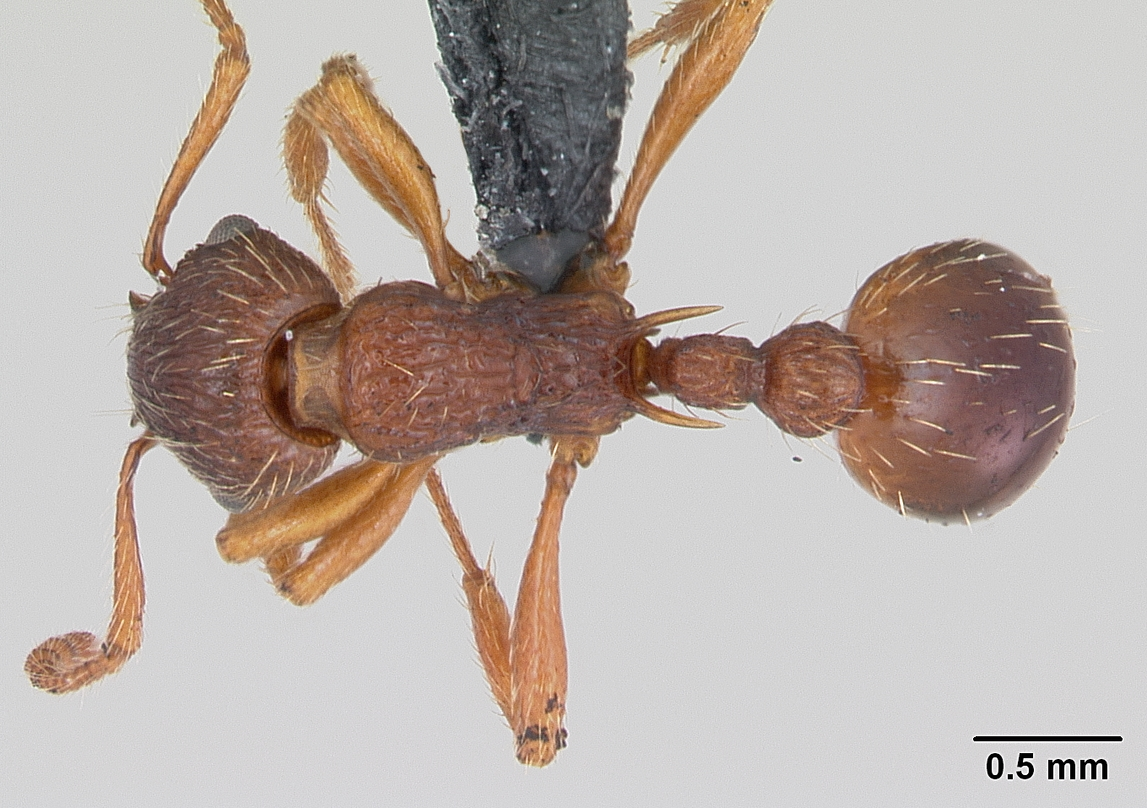

Myrmica specioides  (лат.) — вид мелких муравьёв рода Myrmica (подсемейство мирмицины).
Включён в списки редких и охраняемых животных в нескольких европейских странах: Великобритания (в  статусе R), Германия (в статусе D), Норвегия (VU), Польша (DD), Швеция (NT).

## Распространение
Европа, Кавказ, Иран, Туркмения, Турция, юг Западной Сибири, северный Казахстан. Россия, Украина, Грузия.
В 2009 году впервые зафиксирован в качестве инвазивного вида в США: обнаружен в почве сухого садового луга в Олимпии (штат Вашингтон, 47°08,483' с.ш., 122°58,579' з.д., на высоте 116 футов).

## Описание
Мелкие желтовато-коричневые муравьи длиной около 4 мм с длинными шипиками заднегруди (голова и брюшко темнее). Лоб узкий, лобные валики не увеличенные в основании и с небольшими лопастями, волоски на голенях и усиках более короткие, чем у близкого вида Myrmica scabrinodis. Усики 12-члениковые (у самцов 13-члениковые). Скапус усиков самцов короткий. Стебелёк между грудкой и брюшком состоит из двух члеников: петиолюса и постпетиолюса (последний четко отделен от брюшка), жало развито, куколки голые (без кокона). Брюшко гладкое и блестящее. Экология малоизучена. Муравейники располагаются под землёй, под камнями. Образ жизни M. specioides сходен с M. scabrinodis, но предпочитает более тёплые и сухие условия микроклимата, сосуществуя с Myrmica schencki во многих луговых условиях. Агрессивный хищный вид. Семьи полигинные, включают несколько маток и около тысячи рабочих. Брачный лёт крылатых половых особой происходит в августе и сентябре. Охотится на мелких беспозвоночных, в том числе на обитающих рядом муравьёв Lasius flavus. Собирают сладкую падь у тлей.

## Систематика
Включён в видовой комплекс Myrmica specioides-complex из группы видов Myrmica scabrinodis-group. Вид был впервые описан в 1918 году бельгийским энтомологом Jean Bondroit (1882—1952) по материалам из Бельгии. Восточные популяции ранее рассматривались в качестве отдельного вида под названием Myrmica sancta  Karavaiev, 1926.